# دیل رائول
دیل رائول (انگلیسی: Dale Raoul؛ زادهٔ ۱۶ اوت ۱۹۵۶) یک هنرپیشه اهل ایالات متحده آمریکا است.
از فیلم‌ها یا برنامه‌های تلویزیونی که وی در آن نقش داشته‌است می‌توان به هفت زندگی، انفجاری از گذشته و عشق حقیر اشاره کرد.